# Guinobatan
Guinobatan es un municipio filipino de primera clase, perteneciente a la provincia de Albáy, en la región de Bicolandia.

## Toponimia
El lugar puede aparecer referido como «Guinobatan» o «Guinobatang».

## Historia
Hacia mediados del siglo XIX, el lugar, que por entonces incluía a los de Maoraro y Polangui, tenía contabilizada una población de 13 370 habitantes, repartidos en 2228 casas. Aparece descrito en el segundo volumen del Diccionario geográfico, estadístico, histórico de las Islas Filipinas (1851) de Manuel Buzeta Núñez y Felipe Bravo con las siguientes palabras:

GUINOBATANG: pueblo, que forma jurisd. civil y ecl. con los de Maoraro y Polangui, en la isla de Luzon, prov. de Albay, dióc. de Nueva-Cáceres; hállase sit. en los 127° 16' 15" long., 13° 10' 30" lat., á la orilla izq. de un r., en terreno llano, y clima templado y saludable. En el dia tiene como unas 2,228 casas de sencilla construccion, distinguiéndose solo entre ellas como mas notables, la casa parroquial y la de comunidad, llamada tambien tribunal ó casa de justicia; hay escuela de primeras letras, dotada de los fondos de comunidad, á la que asisten muchos alumnos. La iglesia es de mediana fábrica, y se halla servida por un cura regular; próximo á esta se halla el cementerio, que es bastante capaz y ventilado. Hay buenos caminos, que conducen á los pueblos inmediatos, y en este se recibe en dias indeterminados el correo semanal, establecido en la isla, de la cab. de la prov. El term. confina por N. O. con el de Dijao de la prov. de Camarines-Sur (á 2 leg.); por N. E. con el volcan llamado Mayon á igual distancia; por S. O. con los montes que se estienden por el centro de la prov. de Camarines-Sur, y por S. E. con Camalig (dist. 1 leg.). El terreno es llano en las inmediaciones de la pobl. y montuoso hácia sus confines por E. y O.: hállase bañado por algunos riach. que lo fertilizan. En sus montes se crian buenas maderas de construccion; encuéntranse en los bosques el molavin, el nito, el banaba, el ébano, etc.: hay muchas clases de palmas y bejucos, y tambien se recoje en abundancia miel y cera, que depositan las abejas en los huecos de los troncos de los árboles y en cuantos parajes hallan á propósito para ello. En el terreno reducido á cultivo las principales prod. son arroz, maiz, cacao, caña dulce, ajonjoli, legumbres y diferentes clases de frutas. La ind. se reduce al beneficio de las tierras, y á la caza, que se cria en los montes, como búfalos, venados, jabalíes, gallos, palomas, etc. El com. consiste en la esportacion del arroz, y el sobrante de algunos otros art., y en la importacion de otros de que ellos carecen. pobl. 13,370 alm., 2,616 trib., que ascienden á 26,160 rs. plata, equivalentes á 65,400 rs. vn.
(Buzeta y Bravo, 1851, p. 72)

En 2020, tenía censados 85 786 habitantes.